# Content Management Framework
CMF, Content Management Framework – aplikacja będąca rozszerzeniem CMS, platforma programistyczna, która pozwala tworzyć dowolnego rodzaju dedykowane rozwiązania internetowe.
Przykłady CMF:
| Nazwa                              | Technologia                                 | Odnośnik                                                               |
| ---------------------------------- | ------------------------------------------- | ---------------------------------------------------------------------- |
| Abeon                              | PHP i MySQL                                 | http://abeon.pl                                                        |
| Apache Cocoon                      | Java                                        | http://cocoon.apache.org                                               |
| Centurion                          | PHP, Zend Framework                         | http://www.centurion-project.org                                       |
| CherryPy                           | Python                                      | https://web.archive.org/web/20210514234054/https://cherrypy.org/       |
| Colony                             | XML, XSLT, ASP, SQL2K                       | https://web.archive.org/web/20060810082303/http://www.thinkcolony.com/ |
| Drupal                             | PHP i MySQL                                 | http://drupal.org                                                      |
| eEgnith                            | PHP, MySQL, HTML5, CSS#, JavaScript(jQuery) | http://eEgnith.com                                                     |
| eZ publish                         | PHP i MySQL                                 | http://www.ez.no                                                       |
| Ekklesia 360                       | PHP i MySQL                                 | http://www.ekklesia360.com                                             |
| Jakarta Slide                      | Java                                        |                                                                        |
| Joomla!                            | PHP i MySQL                                 | https://framework.joomla.org/                                          |
| Midgard (również w wydaniu "Lite") | PHP i MySQL                                 |                                                                        |
| MODx CMS                           | PHP 4.1.x-5 i MySQL 3.2x-5                  | http://modxcms.com/                                                    |
| Nuxeo EP                           | Java                                        | http://www.nuxeo.org/                                                  |
| OpenACS                            | AOLserver i PostgreSQL lub Oracle           |                                                                        |
| RIFE                               | Java                                        |                                                                        |
| Seagull                            | PHP 4/5 z MySQL, Oracle lub PostgreSQL      | https://web.archive.org/web/20110809232025/http://seagullproject.org/  |
| SilverStripe                       | PHP 5                                       | http://www.silverstripe.org                                            |
| Slither                            | Python                                      | http://wiki.python.org/moin/Slither                                    |
| Symfony CMF                        | PHP                                         | http://cmf.symfony.com/                                                |
| TYPO3                              | PHP i MySQL                                 | http://www.typo3.com                                                   |
| WordPress                          | PHP i MySQL                                 | http://wordpress.org                                                   |
| Xaraya                             | PHP                                         | http://www.xaraya.com                                                  |
| Xoops                              | PHP i MySQL                                 | http://www.xoops.org                                                   |
| Zope                               | Python                                      | http://www.zope.org                                                    |